# IC 3618
IC 3618 је лентикуларна галаксија у сазвјежђу Береникина коса која се налази на листи објеката дубоког неба у Индекс каталогу.
Деклинација објекта је + 26° 40' 42" а ректасцензија 12h 39m 17,1s. Привидна величина (магнитуда) објекта IC 3618 износи 14,9 а фотографска магнитуда 15,9. IC 3618 је још познат и под ознакама CGCG 159-41, NPM1G +26.0289, PGC 42315.